# Ordinatio Imperii
Droit romano-germain
Droit du haut Moyen Âge
Partage de Thionville (806) Partage de Worms (829)
L'Ordinatio Imperii — l'Ordonnancement de l'Empire, en latin — est un capitulaire édicté à Aix-la-Chapelle, en juillet 817, par l'empereur Louis le Pieux, fils et successeur de Charlemagne, afin de régler la succession de l'Empire carolingien.
Son texte nous est parvenu par un unique manuscrit, coté ms. Paris lat. 2718 fol. 76r-77v, qui est une copie insérée dans un codex, le Parisiensis latinus 2718, provenant de l'ancienne église collégiale Saint-Martin de Tours et conservé à Paris, par la Bibliothèque nationale de France.

## Contexte
Le 25 décembre 800, à Rome, le roi des Francs et des Lombards, Charlemagne, est couronné empereur par le pape Léon III, relevant ainsi une dignité disparue, en Europe occidentale, depuis l'abdication, le 4 septembre 476, de Romulus Augustule, le dernier empereur romain d'Occident.
En 806, Charlemagne organise sa succession. Il réunit les grands en assemblée à Thionville et décide un partage de ses territoires en trois royaumes attribués à ses trois fils légitimes : Charles le Jeune, Pépin d'Italie et Louis le Pieux. Le titre impérial n'est attribué à aucun d'eux. Mais Pépin meurt en 810 et Charles en 811.
En 813, Charlemagne réunit les grands en assemblée à Aix-la-Chapelle et leur fait proclamer Louis le Pieux co-empereur.
Charlemagne meurt le 28 janvier 814 à Aix-la-Chapelle. Louis le Pieux lui succède et, en 816, est couronné empereur, à Reims, par le pape Étienne IV.
Louis le Pieux a alors trois fils légitimes : Lothaire, l'aîné ; Pépin, le cadet ; et Louis, le benjamin.
Deux conceptions dynastiques entrent alors en confrontation. D'un côté, la coutume germanique[réf. nécessaire], que soutient l'aristocratie, veut que le territoire sur lequel règne un souverain soit divisé entre tous ses fils légitimes après sa mort ; c'est ainsi qu'il en a été décidé pour la totalité des souverains mérovingiens et carolingiens jusqu'à Louis le Pieux. De l'autre, une conception nouvelle, celle de l'indivisibilité du titre impérial au même titre que celui du pape, c'est-à-dire le fait qu'une seule personne peut être empereur. Cette conception est soutenue par les ecclésiastiques.

## Contenu
L'empereur trouve alors un compromis entre ces deux conceptions,,.
Lothaire, le fils aîné, est désigné comme le principal successeur et est immédiatement couronné par son père comme empereur associé. Les territoires soumis à son pouvoir ne sont pas décrits puisqu'il hérite de l'imperium, l'autorité suprême, sur l'empire entier.
Ses deux frères n'exerceront, quant à eux, qu'une autorité limitée. Leur pouvoir est défini comme une potestas, c'est-à-dire comme un pouvoir d'exécution qui reste subordonné à l'auctoritas dont il dépend. D'autre part, leur pouvoir ne s'exercera que sur des territoires délimités, correspondant à d'anciennes principautés périphériques : Pépin, le cadet, sur le duché d'Aquitaine, celui de Vasconie et la marche de Toulouse ainsi que sur quatre comtés : celui de Carcassonne, en Septimanie, et ceux d'Autun, d'Avallon et de Nevers, en Burgondie ; et Louis, le benjamin, sur la Bavière. Enfin, ils ne disposeront de leurs royaumes qu'après la mort de leur père.

## Suites
Cette constitution, si elle satisfait les évêques, choque la majorité des grands laïcs de l'empire et s'avère trop novatrice par rapport aux coutumes franques. De plus, elle devient caduque en 823 lorsque naît un quatrième fils de Louis, le futur Charles le Chauve. Cette constitution est en grande partie responsable des guerres civiles qui suivront dans l'empire.